# Pavillon de la Norvège (1900)
Le pavillon de la Norvège est un bâtiment éphémère de la fin du XIXe siècle construit dans le cadre de l'Exposition universelle de 1900 qui s'est tenue à Paris, en France.

## Situation et accès
L'édifice était situé dans la rue des Nations — une voie formée par les pavillons des nations étrangères — sur la rive gauche de la Seine, entre les ponts des Invalides et de l'Alma, tous deux alors doublés de passerelles. Plus largement, il se trouvait dans le 7e arrondissement de Paris, dans l'ancien département de la Seine.

## Histoire

### Projet et construction
Le pavillon est édifié selon les plans de l'architecte Holger Sinding-Larsen (en), de Christinia (actuellement, Oslo) par la maison Thams et Cie, de Trondheim.

### Inauguration
La cérémonie d'inauguration du pavillon a lieu le 12 mai 1900, dans l'après-midi, « en même temps » que ceux des États-Unis et de Monaco. Christophersen, commissaire général de la Norvège, reçoit, dans le pavillon, les nombreux invités qu'il avait priés d'assister à la cérémonie. Dans l'assistance, pouvaient être remarqués les principales notabilités de la colonie norvégienne, résidant à Paris, ainsi que le haut personnel de l'Exposition et la plupart des commissaires généraux étrangers. 

## Structure et exposition
Le pavillon est entièrement en bois et s'inspire des constructions rurales de la Norvège, avec, cependant, une richesse ornementale et de décoration inusitée dans les habitations ordinaires. La toiture en bois de sapin éclaté et taillé et les façades sont peintes en couleurs où le rouge s'associe au vert et au blanc, suivant la mode adoptée pour les maisons de campagne norvégienne. À l'intérieur du pavillon, un vaste hall est entouré de galerie qui se répètent à l'étage supérieur. On parvient à ces galeries par un escalier monumental qui prend naissance au centre même du hall et qui permet d'accéder à une terrasse couverte, faisant saillie sur le quai d'Orsay.